# サンチョ7世 (ナバラ王)
サンチョ7世（スペイン語: Sancho VII, 1154年 - 1234年4月7日）は、ナバラ王国の国王（在位：1194年 - 1234年）。「剛勇王」（スペイン語: el Fuerte, バスク語: Santxo Azkarra）と呼ばれる。サンチョ6世とその王妃でカスティーリャ王アルフォンソ7世の王女サンチャの息子。ナバラの最初の王家であるヒメノ家男系の最後の王。妃はトゥールーズ伯レーモン6世の娘コンスタンス。

## 生涯
1191年に妹のベレンガリアはイングランド王リチャード1世（獅子心王）と結婚したが、サンチョはそれ以前、リチャード1世がまだアキテーヌ公でポワティエ伯だった頃から彼と親しかった。リチャード1世がベレンガリアを見初めたのはナバラで開催された馬上槍試合の折であったが、その試合を主催したのはサンチョだという話がある。1192年、リチャード1世が第3回十字軍で遠征していた際にフランス国王フィリップ2世の煽動によりアキテーヌで反乱が起きたが、サンチョはナバラから騎士団を率いて駆けつけ鎮圧している。
1194年、父の死去を受けて王位に即いた。翌1195年、カスティーリャ王アルフォンソ8世（父方でも母方でも従兄弟にあたる）がムワッヒド朝アミール・ヤアクーブ・マンスールにアラルコスの戦いで大敗して勢威を低下させたのを見て、1196年にレオン国王アルフォンソ9世（母方の従弟にあたる）と共謀してマンスールと同盟、カスティーリャを東西から挟撃しサンチョ7世は東からソリア、ラ・リオハへ侵攻した。ところが、アラゴン国王ペドロ2世（互いに母方の従兄弟にあたる）がカスティーリャの救援にかけつけ、アルフォンソ9世がローマ教皇ケレスティヌス3世に破門され討伐対象に指定されると足並みが乱れ、同年に教皇の勧告でムワッヒド朝と手を切り、アルフォンソ8世と和睦せざるを得なかった。
1198年になると今度はナバラが侵略に晒される番となり、アルフォンソ8世とペドロ2世に攻め込まれ窮地に陥り、1200年にカスティーリャにアラバ、ギプスコア、ビスカヤを奪われた。この割譲でナバラは大西洋への出口を失い内陸国に転落、ピレネー山脈に逼塞することになった。1209年に教皇インノケンティウス3世の意向を受けたトレド大司教ロドリゴ・ヒメネス・デ・ラダの調停でペドロ2世と和睦したが、その際金貨2万マラベディをペドロ2世に支払っている。
1212年、アルフォンソ8世、ペドロ2世と共にナバス・デ・トロサの戦いに参加し、ムワッヒド朝のアミール、ムハンマド・ナースィルが率いるイスラム軍を破りレコンキスタの進展に貢献した。アルフォンソ8世からは援助のお礼に国境の城をいくつか与えられ、膨大な戦利品で富裕になった。
しかし、肥満体で健康を害していたサンチョ7世は戦後トゥデラの山城に引き籠り隠棲生活を送り、1234年に80歳で死去、ロンセスバーリェスに建立したコレヒアータ・デ・サンタ・マリア教会に葬られた。教会にはナバス・デ・トロサの戦いで戦利品として持ち帰ったムワッヒド朝の黒人奴隷の鎖が一部展示され、7フィート4インチあるサンチョ7世の像が墓に横たわっている。
妃コンスタンスとの間に嗣子がなく（庶子は4人いたとされる）、2人の妹ベレンガリアとブランカも既に死去、後継者はブランカの息子で甥のシャンパーニュ伯ティボー4世のみだった。ブランカが生前に自身の息子を後継者としてサンチョ7世に認めさせていたが、サンチョ7世は後に気が変わり、1231年に従甥にあたるアラゴン王ハイメ1世（ペドロ2世の息子）を後継指名して死去した。しかし、ナバラの貴族はハイメ1世に権利の放棄を願い出て認めさせ、シャンパーニュ伯をテオバルド1世として王に選んだ。